# Moduliflexota
Moduliflexota o Modulibacteria es un filo candidato de bacterias  recientemente propuesto, previamente conocido como KSB3. Son bacterias de forma filamentosa que se han encontrado en plantas de tratamiento de aguas residuales. A través de estudios genéticos se ha determinado que son bacterias gramnegativas, fermentativas y anaerobias. Probablemente son capaces de locomoción no flagelar basado en deslizamiento bacteriano al presentar un gran número de genes reguladores de la respuesta sensorial. Esto haría a los filamentos muy sensibles a su entorno con lo que gran parte de los procesos celulares serían controlados por estímulos externos.